# Экстренная психологическая помощь
Экстренная психологическая помощь — целостная система мероприятий, направленных на оптимизацию актуального психического состояния пострадавших в условиях чрезвычайных ситуациях (ЧС) и профилактику отдаленных негативных психических последствий, которая включает в себя как отдельные специальные методы психологического воздействия, так и организацию особой среды, окружающей пострадавших и родственников пострадавших и погибших в ЧС, в процессе ликвидации последствий ЧС.

## Организация оказания экстренной психологической помощи
Оказание экстренной психологической помощи имеет свою специфику в различных странах, в некоторых из них для обеспечения этой функции создаются специальные психологические службы (Россия, Чехия, Португалия). Например, функция оказания экстренной психологической помощи пострадавшим в ЧС была возложена на МЧС России Указом Президента РФ и для исполнения данной задачи была создана психологическая служба, входящая в состав МЧС России. В Чехии психологи, оказывающие экстренную психологическую помощь, включены в команду специалистов МВД по опознанию погибших в ЧС, концепция процесса опознания базируется на методологии Интерпола. В Национальном институте чрезвычайной медицины Министерства Здоровья Португалии был создан Центр психологической поддержки и психологического вмешательства, в котором работают психологи, оказывающие экстренную психологическую помощь в процессе ликвидации последствий ЧС и в кризисных ситуациях .
В то же время не во всех странах психологическая помощь пострадавшим в результате ЧС оказывается психологами. Так, первая психологическая помощь (ППП), которая может быть оказана при ликвидации последствий ЧС, определяется IASC как "совокупность мер общечеловеческой поддержки и практической помощи ближним, которые испытывают страдания и нужду" и может быть оказана не только специалистами. В ряде стран с целью обеспечения этой функции привлекаются волонтёры, социальные работники, пасторы церкви, сотрудники Красного креста и благотворительных агентств, например, сотрудники Всемирного благотворительного агентства «Мальтийский интернационал» (Венгрия). 

## Задачи психолога при оказании экстренной психологической помощи
Несмотря на то, что оказание экстренной психологической помощи имеет свою специфику в различных странах, задачи психолога при оказании этого вида психологической помощи сводятся к следующим:
1. Создание психологической обстановки, обеспечивающей оптимальные условия для проведения АСДНР.
2. Снижение интенсивности острых реакций на стресс у пострадавших, а также у родственников и близких погибших и пострадавших, оптимизация их актуального психического состояния.
3. Снижение риска возникновения массовых негативных реакций; профилактика возникновения у пострадавших, а также у родственников и близких погибших и пострадавших отдаленных психических последствий в результате воздействия травмирующего события.
4. Внесение предложений заинтересованным органам по планированию и организации мероприятий с участием пострадавших, а также родственников и близких погибших и пострадавших в ЧС.

## Особенности оказания экстренной психологической помощи
Психологи, оказывающие экстренную психологическую помощь, выезжают для работы с пострадавшими на место чрезвычайной ситуации вместе с остальными службами, то есть оказывают помощь в самое ближайшее с момента возникновения психотравмирующего события время и месте. Поэтому главной спецификой, определяющей особенности оказания этого вида психологической помощи является то, что пострадавшие находятся под воздействием экстремального стрессора, а психологическая помощь оказывается в полевых условиях.
Кроме того, экстренная психологическая помощь имеет ряд особенностей и отличий от других видов психологической помощи ввиду перечисленных выше характеристик  :
1. Работа не с искусственно созданными группами, а с группами, которые создаются стихийно во время чрезвычайной ситуации и при переживании ее последствий.
2. Коллективность психической травмы - “массивный коллективный стресс”.
3. Большинство людей, которым оказывается экстренная психологическая помощь, находятся в остром периоде переживания травмирующей ситуации.
4. Чаще всего, эти люди вне условий чрезвычайной ситуации не обратились бы добровольно к психологу.
5. Разнородность группы, обусловленная тем, что в одних случаях реакции пострадавших связаны только с воздействием настоящей травмирующей ситуации, а в других - с совокупностью этого воздействия и других патогенных факторов.
6. Выраженность у основной группы пострадавших чувства страха, растерянности и потери.
7. Необходимость быстрого оказания помощи, ввиду чего работа происходит только с актуальным состоянием, без вторжения в глубинные проблемы.

## Участки работ, на которые привлекаются специалисты психологической службы
Специалисты, оказывающие экстренную психологическую помощь, привлекаются на следующие участки работ:
1. Оказание психологической помощи пострадавшим и родственникам погибших на месте ЧС.
2. Сопровождение эвакуации пострадавших.
3. Психологическая помощь пострадавшим, размещенным в пунктах временного размещения.
4. Массовые мероприятия.
5. Психологическая помощь родным и близким тех, чья судьба на данный момент неизвестна.
6. Процедура опознания.
7. Оказание экстренной психологической помощи при текущей попытке суицида.
8. Работа «Горячей линии».

## Организация работы психологической службы МЧС России
Функция оказания экстренной психологической помощи пострадавшим в ЧС и при пожарах возложена на МЧС России Указом Президента РФ от 17 декабря 2010 года № 1577. Для исполнения данной задачи была создана психологическая служба МЧС России.
Служба функционально и методически объединяет все подразделения МЧС России, занимающиеся оказанием психологической помощи. Организационно-методическое руководство службой осуществляет Центр экстренной психологической помощи МЧС России (ФКУ ЦЭПП МЧС России). Центр имеет 8 филиалов в административных центрах федеральных округов. В зависимости от масштаба распространения ЧС к ликвидации последствий привлекаются разные специалисты психологической службы МЧС России:
- специалисты психологической службы территориального органа субъекта РФ (Главное управление МЧС России), в котором произошла ЧС — местная ЧС;
- специалисты ФКУ ЦЭПП МЧС России и его филиалов, в соответствии тем, на территории какого федерального округа произошла чрезвычайная ситуация — региональная ЧС;
- специалисты ФКУ ЦЭПП МЧС России привлекаются на ЧС федерального масштаба.